# Hr.Ms. Pieter Florisz (1937)
De Hr.Ms. Pieter Florisz was een Nederlandse mijnenveger van de Jan van Amstelklasse, gebouwd door de scheepswerf P. Smit uit Rotterdam. Het schip was vernoemd naar de Nederlandse admiraal Pieter Florisse. De schepen van de Jan van Amstelklasse konden ook ingericht worden als mijnenlegger.

## De Pieter Florisz tijdens WO II
In de meidagen van 1940 werd de Pieter Florisz samen met het zusterschip Abraham van der Hulst toegevoegd aan het IJsselmeerflottielje.
Op 14 mei kregen de Pieter Florisz en de Abraham van der Hulst de opdracht om via Den Oever naar Den Helder te varen. Op weg naar de sluizen bij Den Oever kruisten de schepen de Brinio die op weg was naar Enkhuizen. Kort daarop kregen ook de twee mijnenvegers van een patrouillevaartuig de opdracht terug te keren naar Enkhuizen. Iets later kwam vanuit Den Helder de volgende mededeling: "Naar Engeland of in handen van de vijand". De divisiecommandant luitenant ter zee I Wentholt wilde naar Enkhuizen om deze orders te bevestigen. Op weg naar Enkhuizen kwamen ze wederom de Brinio tegen, ditmaal had de Brinio de schriftelijke orders bij zich om naar Engeland te vertrekken. Maar de divisiecommandant was niet overtuigd en voer door naar Enkhuizen. Eenmaal in Enkhuizen aangekomen bleek de Schout-bij-nacht Vreede al te zijn vertrokken. Omdat de mijnenvegers pas in de avond van 14 mei arriveerden de mijnenvegers in Enkhuizen kregen ze via de radio te horen kregen dat Nederland had gecapituleerd. Daarop besloot de divisiecommandant de beide schepen van de 1ste divisie mijnenvegers tot zinken te brengen in het IJsselmeer. De Pieter Florisz werd voor het Krabbersgat tot zinken gebracht.
De Duitse strijdkrachten konden de Pieter Florisz in goede staat lichten zodat het als M 551 in Duitse dienst genomen kon worden. In december 1940 werd de M 551 omgebouwd tot een torpedotestschip. Eind 1944 werd de M 551 aan het 27ste u-bootflottielje toegevoegd. Dit flottielje was bedoeld om manschappen op te leiden.

## De Pieter Florisz na WO II
In 1945 werd de Pieter Florisz teruggegeven aan de Nederlandse marine en werd het in dienst genomen onder de originele naam Pieter Florisz. Na een reparatie was de Pieter Florisz van eind 1947 tot 1950 gestationeerd in Nederlands-Indië, waar het dienstdeed als patrouillevaartuig. Later was het schip verbonden aan het 1ste mijnenvegerflottielje in Soerabaja. Na de terugkeer naar Nederland werd de Pieter Florisz in 1962 uitgeleend aan het Zeekadettenkorps van IJmuiden. In 1976 werd het schip teruggegeven aan de Nederlandse marine en werd het verkocht om gerecycled te worden.
De Pieter Florisz lag vanaf 1976 bij sloperij Stolk in Hendrik Ido Ambacht en is pas in 2008 gesloopt. De stoommachines werden in 2006 verwijderd en worden gebruikt voor de restauratie van stoomschip Bosman (veerdienst Enkhuizen-Stavoren).